# Сутисківський історичний музей «Слава»
Сутисківський історичний музей «Слава» — історичний музей, розташований у селищі Сутиски, Вінницької області України та заснований відповідно до рішення сесії Сутисківської селищної ради № 5 від 01.07.1986 року.

## Історія
Музейну кімнату було відкрито 25 квітня 1986 року. З нагоди 450-річчя селище Сутиски на другому поверсі приміщення колишнього машинобудівного технікуму 14 жовтня 2001 року був відкритий історичний музей «Слава». Експонати музею були перенесені зі школи й розміщені в трьох кімнатах загальною площею 138 м². 

## Експонати
Тут розмістилися експозиції про найдавніший період виникнення села Сутиски. Окремо виділені матеріали про I й II другу світові війни, колективізацію, голодомор 1932–1933 років. Також є експозиція про уродженця селища.
У 2002 році була відкрита на приміщенні музею меморіальна дошка в пам'ять В. О. Єгоровичу.
З часу заснування музей працює над поглибленим вивченням матеріалів, які стосуються історії Сутисок на Тиврівщині. Особливо періоду Національно-визвольної боротьби 1648–1654 років.
З 2006 року в музеї було відкрито ще одну музейну кімнату бойової й трудової слави з матеріалами про ліквідаторів аварії на Чорнобильській АС, воїнів-інтернаціоналістів, спортсменів. З 2015 року розміщена експозиція «Герої не вмирають» і «Слава героям» про сутисчан які воювали й воюють в зоні АТО.
Станом на 01.01.2018 рік: основний фонд — 2450 одиниць, науково-допоміжний фонд музею — 580 одиниць. Загальна кількість відвідувачів у 2017 році — 1,7 тис. осіб.